# 中島春雄
中島 春雄（なかじま はるお|1929年〈昭和4年〉1月1日 - 2017年〈平成29年〉8月7日）は、日本の俳優、スーツアクター、スタントマン。愛称は春ちゃん。山形県酒田市出身。趣味・特技は水泳、潜水、スキューバ・ダイビング、柔道。

## 来歴
実家は食堂を兼ねた肉屋で、5人兄弟の三男（末子）だった。水泳・素潜りが得意で、のちのゴジラ役では大いにこれが役立った。三男坊で家業は継げず、父親の死去や中学受験に失敗したことなども重なり、小学校卒業後に横須賀へ移る。
1943年（昭和18年）、14歳で横須賀の海軍航空技術廠の養成所に入る。
1944年（昭和19年）、養成員（予科錬）となり、航空母艦信濃の発着機部（カタパルト担当）配属となる。
1945年（昭和20年）、16歳。三重海軍航空隊奈良分遣隊に入隊。終戦となり、実家へ戻る。市役所土木課の運転手や防波堤の工事などで生計を立てる。
1946年（昭和21年）、17歳。三沢飛行場にて進駐軍の物資輸送トラックの運転手となるが、横浜へ移ったのちにスピード違反を犯して解雇される。実家の手伝いなど仕事を転々としたのち、兄夫婦の家に居候し、亀有の肉屋を手伝う。
1947年（昭和22年）、18歳。新聞広告を見て俳優養成所「映画俳優学校」に応募して入校し、東宝や新東宝などの映画撮影所に出入りするようになる。同期生には広瀬正一、丹波哲郎、高倉みゆきらがいる。
1949年（昭和24年）、20歳。俳優学校の授業でスタジオを見学した際に声をかけられ、黒澤明監督作品『野良犬』で映画に初出演するが、編集で出演シーンを全カットされてしまったため、幻のデビュー作となった。
1950年（昭和25年）、21歳。俳優学校の講師を務めていた坂内永三郎からの誘いで、東宝に入社。同期には、広瀬正一、和田道子（高倉みゆき）、平三富子らがいた。役のつかない、いわゆる「大部屋俳優」となる。当時の東宝は賃金不払いが常態化しており、運転手時代の貯金を切り崩しながらの不安定な立場だったという。仕事もほとんどなく、新東宝でエキストラを務めるなどの出稼ぎでしのいでいた。こうした状況から組合に加入し、映画界の労働争議にも加わっている。
1953年（昭和28年）、24歳。『太平洋の鷲』での攻撃機航空兵役で、日本で初めて身体に火をつけてのファイヤースタントを演じる。当時、日本にはスタントマンという職業はまだなく、危険な役を引き受ける役者は「ケレン師」と呼ばれていた。この時期、数々の吹き替えをこなす。
1954年（昭和29年）、25歳。日本初の特撮怪獣映画『ゴジラ』で、主役の怪獣ゴジラのスーツアクターを務める。当時、「スーツアクター」という呼称はまだなく、中島は「ぬいぐるみ役者」を自称していた。以後、18年間にわたり、ゴジラシリーズでゴジラを演じたゴジラ俳優として有名になる。また、ゴジラ以外の怪獣映画でも、主役の怪獣役を演じる。
1955年（昭和30年）、結婚。
1956年（昭和31年）、27歳。『空の大怪獣 ラドン』でラドン役を演じ、日本初の本格的なワイヤーアクションを演じる。
1965年（昭和40年）、36歳。『三大怪獣 地球最大の決戦』公開後、松屋デパートを皮切りに、撮影用の「本物」のゴジラを着てのキャンペーン巡業が始まり、大阪や名古屋など各都市でゴジラの実演を行う。同年、監督の円谷英二から直接、「春坊、テレビ番組をやるからちょっと助けてくれ」と声をかけられ、円谷プロダクション初のテレビ特撮作品『ウルトラQ』で怪獣「ゴメス」役を演じる。以後、『ウルトラマン』、『ウルトラセブン』にも怪獣役などで出演したほか、怪獣ショーの立ち回り指導も行なっていた。
1971年（昭和46年）、42歳。東宝から専属契約解除を言い渡された後、向ヶ丘の東宝経営のボウリング場に勤務。
1972年（昭和47年）、43歳。『地球攻撃命令 ゴジラ対ガイガン』を最後に、ゴジラのぬいぐるみ役者を引退する。
向ヶ丘のボウリング場ののちに、東宝撮影所のオープン撮影用のスペースを潰して建てられた成城東宝ボウルに勤務。その後、東宝共栄企業の本社ビルにあった東宝経営の麻雀店の店長を務めた。調布のゴルフ場や東宝日曜大工センターで勤務していた時期もあった。
1970年代後半ごろより、ゴジラ俳優として注目され、雑誌やテレビ番組の取材を受けるようになる。
1990年（平成2年）、東宝退社。
1996年（平成8年）、アメリカのファンイベント「Gファン」に招待される。以後、アメリカのイベントへ招待されることが増える。
2011年（平成23年）、アメリカ合衆国ロサンゼルス市より市民栄誉賞を受賞する。
2012年（平成24年）11月、出身地である酒田市より「第1回酒田ふるさと栄誉賞」を受賞する。
2017年（平成29年）8月7日午後3時6分、肺炎のため、東京都内の病院で死去。88歳没。
2018年（平成30年）3月5日（現地時間で3月4日）、米ロサンゼルス・ハリウッドのドルビー・シアターで開かれた第90回アカデミー賞授賞式の追悼コーナーで、他の映画関係者の故人らとともに追悼された。
2019年のアメリカ映画『ゴジラ キング・オブ・モンスターズ』では、エンドクレジットに「In memory of Yoshimitsu Banno(1931-2017) Haruo Nakajima (1929-2017)」との献辞が掲げられている。

## ゴジラ俳優として

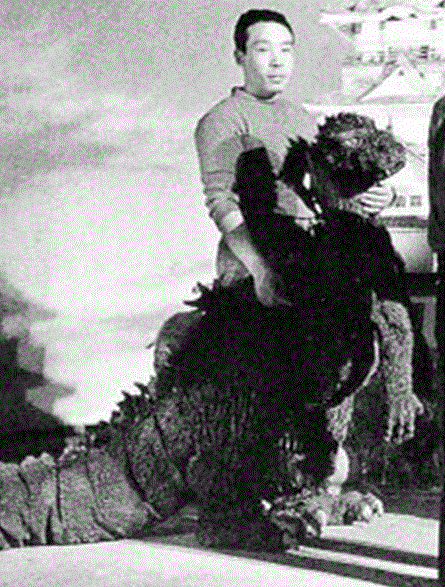
中島春雄とゴジラ（1955年）

ゴジラ俳優としての知名度は世界的であり、海外ではミスター・ゴジラとの愛称で親しまれている。
ゴジラを演じることになった経緯は、先輩俳優の手塚勝巳と共にゴジラスーツを着て歩行テストしたところ、中島が10メートル歩けたことであると語っている。また、『太平洋の鷲』でのファイヤースタントを円谷英二が記憶していたからだろうと語っている。
1954年の1作目のゴジラは、最初に完成したぬいぐるみが150キログラム近くもあり、一度転べば自力では立ち上がれないようなものだったが、「軍隊で鍛えられてますからね、別段どうってことは無かったですよ」「ゴジラやるのは、予科練の厳しさに比べたらなんでもない」と語っている。着脱が面倒であったことから、待ち時間はぬいぐるみを着たまま中で寝ていたという。ゴジラの尻尾の付け根には、頭部ギミック用の自動車用のバッテリーが内蔵されており、慣れてくると、ぬいぐるみに入ったまま、このバッテリー部分に腰掛けて、待ち時間の間に居眠りできるほどだった。ゴジラの首元にある覗き穴からタバコを吸ったこともある。後年のインタビューでは、年々スーツは軽量化されていったが、ゴジラらしさを出すのであればスーツは軽すぎてはいけないと述べている。
着ぐるみの中に入る際は、衣装部で調達した白い上下のトレパンを着用していた。『ゴジラ』と『ゴジラの逆襲』では、剣道着を着ていた。また、怪獣に入る際には、必ず頭に汗止めの豆絞りの鉢巻を巻くのが常だった。スモークを炊く際などは口にタオルを巻いていたが、『ゴジラ対ヘドラ』の撮影ではタオルが真っ黒になっていたという。
日本初の大怪獣ゴジラを演じるに当たって、どんな動きをすればリアルに見えるかと悩んだ。円谷からは『キング・コング』（1933年）のフィルムを参考に見せられたが、まだはっきりイメージがつかめず、仕事の合間に上野動物園に日参して動物の動きを研究した。「エテ公は参考にならなかったが、象や熊は非常に参考になった」という。中島的なゴジラの動きとは、「脇を開かず、つま先を蹴り上げて、足の裏を見せないよう歩くこと」だという。また、膝を曲げて重心を落とし体を前傾させることで、ゴジラの目線を作ることも意識していた。『キングコング対ゴジラ』では、ゴジラが鈍重でキングコングが敏捷という区別であったが、『ゴジラ対ヘドラ』のころはゴジラの方が俊敏に動く立場になっていった。
当初は造形技師の開米栄三や、前述の手塚らと代わる代わる入ったゴジラのぬいぐるみだが、敵怪獣との格闘場面のある『ゴジラの逆襲』からは、立ち回りを考えた中島の要求によって、完全に中島の体格に合わせたオーダーメイド仕様となった。『ゴジラの逆襲』以降、新しいゴジラが作られる際には、必ず中島が試着して転げ回り、脇や股の部分を破いて、そこに「マチ（継ぎ布）」を縫いこませて動きやすいようにしていた。また、足にゴム長靴を入れ、かかとに木製のヒール部分を入れさせたのも中島の工夫である。このヒール部分を入れることで、踏ん張りが効いて前に出やすくなったという。『ウルトラQ』に登場したゴメスや『ウルトラマン』に登場したジラースなど、ゴジラを改造した怪獣も中島が演じている。
怪獣を作るスタッフたちのいる特美課には始終出入りして、互いに意見を交換し合っていた。カメラマンの富岡素敬によれば、中島はカメラの撮影速度を尋ね、その速さに合わせて演技を行っていたという。昼間の撮影が終わったあとは、残業している利光貞三や造型スタッフを労いに、よく一升瓶の酒と馬肉3キロを買って来て焼肉を皆で食べていたという。彼らと酒を酌み交わすのが体調維持の秘訣だったそうである。
通常、着ぐるみを着て倒れると自力で立ち上がることはできないが、中島のゴジラは立ち上がることができた。腰のひねりによって、ゴジラの尻尾を動かす技も編み出し、「怪獣の尻尾を中から動かせるのは僕だけですよ」とコメントしている。
円谷からは「春ちゃん」「春坊」と呼ばれて可愛がられた。怪獣同士の格闘は、相手役と打ち合わせ、中島が立ち回りを考えていたが、円谷は中島に全幅の信頼を置き、すべて黙って任せてくれて、まったく口出ししなかった。『キングコング対ゴジラ』で、コングがゴジラを背負い投げする豪快なシーンがあるが、これもコング役の広瀬正一と打ち合わせてぶっつけ本番で行ったものである。円谷は怪獣に流血をさせないという方針であったことから、円谷の死後に制作された『地球攻撃命令 ゴジラ対ガイガン』でゴジラの流血描写を行うことには賛成できなかったと述べている。
ゴジラを演じることについて、当初は厚いゴムに覆われ自分では出ることができないため不安感や孤独感が強かったが、次第にそれらは薄れ、自身が映画の主役であるということを意識し、演じることが気持ち良いと感じるように変わっていったと語っている。
補助を務めた開米栄三は、中島が現場で文句を言うことはなかったと証言している。造形助手の鈴木儀雄も、中島が「重くて仕事にならない」と言うことはあったが、怖がられていた手塚に比べれば優しかったと述べている。
ゴジラのぬいぐるみはメカニックが仕込んである頭が一番重く、海に飛び込むシーンの撮影では、飛び込んだ後の水中で逆立ちするような姿勢になってしまうそうで、カットの合図と同時にスタッフが救助に来るまで中島はじっと動かずにこの体勢で息を止め、助けを待っていた。『キングコング対ゴジラ』のラストでキングコングと組み合ったまま海に落ちるシーンでは、落下の勢いで気絶してしまい、もう少しで溺死するところだった。また、『空の大怪獣ラドン』で西海橋をへし折るシーンでは、待機中にぬいぐるみの吊り下げに使う滑車が外れ、数メートル下のプールにぬいぐるみごと落下してしまった。『怪獣大戦争』のころには、スーツが軽量化していったことに伴い、円谷からゴジラで宙返りができないか要望されたが、頭部のメカが重いためできなかった。中島は、年々頭部メカが増えて重くなっていき、ワイシャツがワンサイズ上がるほど首が太くなっていったという。
『モスラ対ゴジラ』でゴジラが埋立地から徐々に姿を現すシーンの撮影では、スーツに入った中島を実際に土を被せており、中島の演技に感動したスタッフたちから拍手が起きたという。普段は滅多に褒めない円谷英二からも称賛され、中島はゴジラ役者冥利に尽きると語っている。以後、『フランケンシュタイン対地底怪獣』や『ウルトラQ』などでも中島の演じる怪獣が土中から出現するシーンが定番となった。
昭和ゴジラシリーズでは、ゴジラが岩を投げる描写も多かったが、中島は不自然な動きにしかならないため好きではなかったと述べている。
撮影期間中は、着ぐるみの臭いのためか昼食を満足に食べることができないため、朝食に白飯を茶碗2杯食べて撮影に臨んでいた。また、睡眠時間をしっかりと取ることも意識していた。中島は、スタミナでは誰にも負けない自信があったと述べている。
『怪獣島の決戦 ゴジラの息子』では、ミニラとの対比としてゴジラを大きく見せるため長身の大仲清治が演じることとなり、円谷が直接中島へ断りを入れに来た。同作品で特技監督を務めた有川貞昌の長男によれば、この一件以来中島は有川のことを快く思っていなかったといい、その後もともに仕事をすることは多かったが噛み合っていないことも多かった。
大阪万博で開催された怪獣ショーでは、当初集められたスーツアクターが素人同然でうまくいかず、中島がゴジラを演じることとなった。10日間の出張であったが、国家行事のためギャラは安かったという。
50歳までゴジラを演じるつもりでいたが、円谷英二の死に「ゴジラもおしまいか」とショックを受ける。特撮スタッフの中野昭慶らに説得され、円谷の死後に製作された『ゴジラ対ヘドラ』と『地球攻撃命令 ゴジラ対ガイガン』の2作でゴジラを演じたが気持ちは乗らなかったという。この後もゴジラ役として呼ばれることを期待して東宝の子会社で働いていたが、彼抜きで『ゴジラ対メガロ』が製作されたため、ゴジラ役は「自然消滅した」と語っている。
のちに氾濫するテレビ怪獣たちには、「動きがギャング的というか、軽すぎて、あれじゃ怪獣の動きとはいえない。単に軽いだけだ」と苦言を呈していた。怪獣の「ぬいぐるみ」は重くなければいけないものであり、重い怪獣を軽そうに演じるのが本来の怪獣演技だとの主張である。ゴジラのぬいぐるみは、一本撮影する間に中島の激しい立ち回りでぼろぼろになり、新作ごとに作り直していた。「平成のゴジラが何度も使いまわされているのは、立ち回りが足りない証拠だ」と語っている。

## エピソード
東宝では大部屋の俳優（契約の正式な呼称はB2）として仕事をこなしていたため、素顔で出演する時は「捜索隊員」や「ガラス拭き」などといった、名前のない端役が多い。予科練時代に鍛えていたことから、どんな撮影でも辛くはなかったという。
柔道は2段の腕前で、上背はあまりないが、逆三角形の隆々たる体格だった。東宝の俳優部屋の廊下に先輩俳優の佐伯秀男から譲り受けたバーベルを置いており、これを用いて常に体を鍛錬し、撮影に備えていたという。また、体操もやっていたことからガッシリとした体型に反し、身軽で柔軟性もあり、中島は体が柔らかかったので着ぐるみでも自由に動くことができ、怪我もしにくかったと述べている。
ゴジラ以外で印象に残っている怪獣は、『フランケンシュタインの怪獣 サンダ対ガイラ』のガイラだと述べており、この怪獣では初めて中島の顔の型が取られ、怪獣の顔面が造られている。
ウルトラシリーズの怪獣では、ゴジラなど映画の主役怪獣とは異なり倒される演技に力を入れていた。特に『ウルトラセブン』でのユートムが倒れる描写は、ファンの間でも評価が高い。また、テレビ作品では映画よりセットが狭いため、ミニチュアの建物を壊す際は体全体を使って押しつぶすかたちで演じていた。
俳優の岡豊とは両夫婦で新婚旅行に行くほど仲が良かった。岡によれば中島は山形訛りにコンプレックスがあったといい、岡の妻である記平佳枝はゴジラで中島が認められたことを岡も喜んでいたと述べている。
特技の素潜りが長じ、スキューバ・ダイビングの免許を取得していた。余暇には同じく免許を持つ坂野義光らとともに、有川貞昌や富岡素敬ら撮影スタッフを引き入れ、スキューバを教えていた。これを活かし、『ゴジラ・エビラ・モスラ 南海の大決闘』では水中撮影も行った。
ゴジラ役でのギャラは当時としては破格で、組合からの借金を返済し、新居を構えて当時は珍しかった冷蔵庫やテレビなどの家電を早くに揃えるなど、裕福な生活を送っていた。怪獣映画の人気が上がり、怪獣役のギャラが高いことが広まると、中島を羨んで怪獣役を要望してくる大部屋俳優も増えたが簡単に考えている者も少なくなく、中島が厳しい言葉を向けると軽い気持ちの者は引き下がっていったという。
『ゴジラ対ヘドラ』などで共演した薩摩剣八郎（中山剣吾）は、中島から言葉でアドバイスされることはなかったが、信念などはわかったと述べている。また、中島の妻が撮影現場に栄養補給食を差し入れに訪れており、薩摩も時折ご馳走になったという。
スモークを用いた撮影には苦労したといい、特に刺激臭の強い四塩化チタンによる撮影は苦手であったという。中島は晩年鼻を悪くし、スキューバダイビングも辞めざるを得なくなったが、中島の妻は若いころにこうしたスモーク類を吸ったことが原因ではないかと推測していたという。
中島の補助も務めた造形助手の開米栄三によれば、中島は酒豪であったため、中島が着用した後のスーツは酒の臭いが染みついており、毎日のようにアルコールで拭いても臭いが消えなかったと証言している。中島は、ゴジラを着ると汗が大量に出るため、二日酔いの特効薬であったと語っている。
主にアメリカのファンやイベントなどでの講演依頼は引きも切らず、貯まった講演料で家を建てた。
引退後の出演した『日本沈没』（1973年）は、当初予定されていた俳優の連絡がつかなくなり、演技事務から声をかけられて出演した。中島は総理役の丹波とは俳優学校時代の同期であったことから丹波自らスタッフに中島を紹介し、監督の森谷司郎も気さくに声をかけていたが、中島はすでに俳優を辞めていたので居心地が悪かったと述懐している。
『キングコングの逆襲』のあと、ハリウッドからキングコング役として、破格のギャラでオファーがあった。本場で演技ができると中島本人も大乗り気であったが、円谷に「何言ってるんだ、次回作が控えてんだぞ」と一蹴されて断念した。
2014年5月16日に全米公開された『GODZILLA ゴジラ』（日本では同年7月25日に公開）では、横須賀基地での上映会に招待され、ファンと記念撮影などを行った。

## 出演作品
参照：中島春雄 2010, pp. 362–363, 「中島春雄年表/出演作一覧」

### 映画
- シミキンの無敵競輪王（1950年）：競輪場の客[79]
- 完結 佐々木小次郎 巌流島決闘（1951年）：大谷友右衛門のスタント[37]
- 慶安秘帖（1952年）：捕方[79]
- 戦国無頼（1952年）
- 足にさわった女（1952年）：列車の乗客[要出典]
- 母と娘（1953年）[要出典]
- プーサン（1953年）：交番の警官[要出典]
- 太平洋の鷲（1953年）：搭乗員[80]（飛行兵[79]）
- さらばラバウル（1954年）：ラバウル兵[37]
- 続坊ちゃん社員（1954年）
- 七人の侍（1954年）：野武士[81]
- ゴジラシリーズ
  - ゴジラ（1954年）：ゴジラ[出典 20]、毎朝新聞記者[出典 21]、変電所技師[82][83]
  - ゴジラの逆襲（1955年）：ゴジラ[出典 22]
  - キングコング対ゴジラ（1962年）：ゴジラ[出典 23]、監視台のファロ島民[要出典]
  - モスラ対ゴジラ（1964年）：ゴジラ[出典 24]
  - 三大怪獣 地球最大の決戦（1964年）：ゴジラ[出典 25]
  - 怪獣大戦争（1965年）：ゴジラ[出典 26]
  - ゴジラ・エビラ・モスラ 南海の大決闘（1966年）：ゴジラ[出典 27]、インファント島の原住民[要出典]
  - 怪獣島の決戦 ゴジラの息子（1967年）：ゴジラ[出典 28][注釈 11]
  - 怪獣総進撃（1968年）：ゴジラ[出典 29]、将校[出典 30]
  - ゴジラ・ミニラ・ガバラ オール怪獣大進撃（1969年）：ゴジラ[出典 31]
  - ゴジラ対ヘドラ（1971年）：ゴジラ[出典 32]、政府にヘドラ対策を訴える市民、下士官[要出典]
  - 地球攻撃命令 ゴジラ対ガイガン（1972年）：ゴジラ[出典 33]、雑誌社社員[61][19]、防衛本部員[61][19]
- 透明人間（1954年）：秋田晴夫[96]（死体役[97]）、河津清三郎の吹き替え[97]
- 獣人雪男（1955年）：捜索隊員[97][10]
- 夫婦善哉（1955年）：宴会の客[97]
- くちづけ（1955年）
- 婚約三羽烏（1956年）
- 宮本武蔵 完結篇 決闘巌流島（1956年）
- 白夫人の妖恋（1956年）：呂祖廟の民[要出典][注釈 12]
- 囚人船（1956年）
- 空の大怪獣 ラドン（1956年）：ラドン[出典 34]、メガヌロン[98][66]、防衛隊幹部[66][10]（自衛隊幹部[5][66]）
- 大安吉日（1957年）：運転手[79]
- 智恵子抄（1957年）
- 最後の脱走（1957年）
- 地球防衛軍（1957年）：モゲラ[出典 35]、ミステリアン[101]、防衛隊幹部[100][101]、戦車から飛び出す自衛隊員[101][53]
- 大怪獣バラン（1958年）：バラン[出典 36]、哨戒艇いそなみ副長[出典 37]
- 変身人間シリーズ
  - 美女と液体人間（1958年）：液体人間[注釈 13]、チョウスケ（漁夫）[出典 38]
  - 電送人間（1960年）：警官[105][注釈 14]
  - ガス人間㐧1号（1960年）：黒メガネの銀行客[105][107]（チンピラ[5]）[注釈 14]
  - マタンゴ（1963年）：マタンゴ[108][109]
- 青春白書 大人にはわからない（1958年）：国会の記者[要出典]
- 隠し砦の三悪人（1958年）：雑兵[81]
- 暗黒街の顔役（1959年）：クラブの客
- 狐と狸（1959年）：競輪場の客[要出典]
- 潜水艦イ-57降伏せず（1959年）：イ-57乗組員[110]
- 愚連隊シリーズ
  - 独立愚連隊（1959年）：トラックの兵隊[111]
  - 独立愚連隊西へ（1960年）：八路兵[111]
- 暗黒街の対決（1960年）：大岡組子分
- ハワイ・ミッドウェイ大海空戦 太平洋の嵐（1960年）：将校[110]
- ふんどし医者（1960年）：賭場の客[要出典]
- 大空の野郎ども（1960年）：飛行場の新聞記者[要出典]
- 娘・妻・母（1960年）：食堂のコック[要出典]
- 暗黒街の弾痕（1961年）：桃の木（居酒屋）の客
- 大坂城物語（1961年）
- 南の風と波（1961年）：漁夫
- 用心棒（1961年）：宿場のならずもの[81]
- モスラ（1961年）：モスラ幼虫[出典 39]、江口書店前の避難民[要出典]
- 世界大戦争（1961年）：避難誘導する警官[要出典]
- 野盗風の中を走る（1961年）：村人[要出典]
- 妖星ゴラス（1962年）：マグマ[注釈 15]
- 忠臣蔵 花の巻・雪の巻（1962年）
- 太平洋の翼（1963年）：魚雷艇の副長[110]、飛行兵[110]
- クレージー映画
  - 日本一の色男（1963年）：銭湯の客[115][注釈 14]
  - 無責任遊侠伝（1964年）：ガラス拭き職人[115]、カジノのディーラー[115]
  - ホラ吹き太閤記（1964年）： 織田家の武将[注釈 16]
  - 大冒険（1965年）：刑事[115]、日本艦隊参謀[要出典]
  - クレージーだよ奇想天外（1966年）：パチンコ屋の客[注釈 14][要出典]
  - クレージーの大爆発（1969年）：交番の警官[注釈 14]
  - 日本一の断絶男（1969年）：賭場の男[115][注釈 14]
- 戦国野郎（1963年）：馬借隊[111]
- 江分利満氏の優雅な生活（1963年）：葬儀の参列者[注釈 16][要出典]
- 海底軍艦（1963年）：ムウ帝国人[105]、防衛庁幹部[105][注釈 14]
- 乱れる（1964年） - 商店主[注釈 16][要出典]
- ああ爆弾（1964年）：パチンコ屋の客[注釈 16][要出典]
- 宇宙大怪獣ドゴラ（1964年）：野次馬[105][注釈 14]
- 肉体の学校（1965年）：三十恰好の男
- 太平洋奇跡の作戦 キスカ（1965年）：救出を待つ兵士[116]
- フランケンシュタイン対地底怪獣（1965年）：バラゴン[出典 40]、自衛隊員[117]
- けものみち（1965年）：刑事[要出典]
- 100発100中（1965年）：刑事
- 社長行状記（1966年）：森繁久彌吹き替え[116]
- フランケンシュタインの怪獣 サンダ対ガイラ（1966年）：ガイラ[出典 41]、自衛隊員[53]
- 伊豆の踊子（1967年）：宿の客[116]
- キングコングの逆襲（1967年）：キングコング[出典 42]、野次馬[2][53]
- 東宝8.15シリーズ
  - 連合艦隊司令長官 山本五十六（1968年）：飛龍の将兵[要出典]、ラバウルの参謀[116]
  - 日本海大海戦（1969年）：三笠の参謀[116]
- ブラック・コメディ ああ!馬鹿（1969年）：地下鉄の人夫
- 緯度0大作戦（1969年）：ライオン[出典 43]、グリホン[出典 44]、大ネズミ[出典 45]、コウモリ人間[出典 46]、水中スタント[要出典]
- 水戸黄門漫遊記（1969年）：賭場の客[116]
- 新選組（1969年）[24]
- ゲゾラ・ガニメ・カメーバ 決戦!南海の大怪獣（1970年）：ゲゾラ[出典 47]、ガニメ[出典 48]、水中スタント[注釈 17]
- 昭和ひとけた社長対ふたけた社員（1971年）：太陽電機守衛
- 雨は知っていた（1971年）：捜査員[要出典]
- 日本沈没（1973年）：山本総理の運転手[116]

### テレビ
- ウルトラシリーズ
  - ウルトラQ
    - 第1話「ゴメスを倒せ!」（1966年）：古代怪獣ゴメス[出典 49]
    - 第8話「甘い蜜の恐怖」（1966年）：警官[41]
    - 第18話「虹の卵」（1966年）：地底怪獣パゴス[出典 50]

  - ウルトラマン
    - 第3話「科特隊出撃せよ」（1966年）：透明怪獣ネロンガ[出典 51]
    - 第9話「電光石火作戦」（1966年）：ウラン怪獣ガボラ[41][31]
    - 第10話「謎の恐竜基地」（1966年）：えりまき恐竜ジラース[41][31]
    - 第25話「怪彗星ツイフォン」（1967年）：親父風の男[41]
    - 第33話「禁じられた言葉」（1967年）：誘拐怪人ケムール人（二代目）[127]、警官隊[41]
    - 第38話「宇宙船救助命令」（1967年）：光熱怪獣キーラ[出典 52]

  - ウルトラセブン 第17話「地底GO!GO!GO!」（1968年）：地底ロボット ユートム[出典 53]
- 太陽のあいつ 第2話「怪獣をぶっとばせ」（1967年）：田辺[41]、ガイラ[41][31]
- チビラくん
  - 第11話「決戦ゴルバヶ原」（1970年）：トンガリ[41]
  - 第15話「おいら、ロボットゲバゴロー!」（1970年）：ゲバゴロー[41]
- ゴジラ海を渡る 世界制覇へのシナリオ（1998年）

### DVD
- 三大怪獣 地球最大の決戦（スーツアクター破李拳竜とのインタビュー対談）
- ゴジラ・エビラ・モスラ 南海の大決闘（オーディオ・コメンタリー）
- ゴジラ FINAL WARS（特典映像にて出演）

## 著書
- 中島春雄『怪獣人生 元祖ゴジラ俳優・中島春雄』洋泉社、2010年7月31日。ISBN 978-4-86248-589-2。
  - 『怪獣人生 元祖ゴジラ俳優・中島春雄』（洋泉社〈新書y〉、2014年） ISBN 9784800304612 ※上記の加筆修正版

## 中島春雄を演じた俳優
- 毒蝮三太夫 - 「ジュニア文化シリーズ ゴジラ誕生 〜人間の記録・円谷英二〜」（NHK教育、1980年）
- 齊藤謙也 - サントリーBOSS|ゴジラ『顔の映らない主役』篇（2019年 WebCM）